# Geburtshaus von Thomas Carlyle

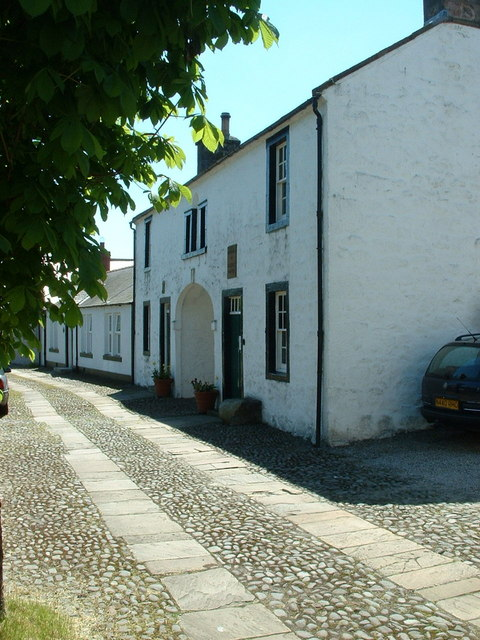
Geburtshaus von Thomas Carlyle

Das Geburtshaus von Thomas Carlyle ist ein Wohngebäude in der schottischen Ortschaft Ecclefechan in der Council Area Dumfries and Galloway. Der Essayist und Historiker Thomas Carlyle wurde dort 1795 geboren. Das Haus wurde möglicherweise von dessen Vater und Onkel im Jahre 1791 erbaut. 1971 wurde das Bauwerk in die schottischen Denkmallisten in der höchsten Denkmalkategorie A aufgenommen.

## Beschreibung
Das zweistöckige Gebäude liegt an der High Street, der Hauptverkehrsstraße von Ecclefechan. Es ist in zwei einzelne Wohneinheiten unterteilt und von ungewöhnlicher Gestaltung. Das Mauerwerk besteht aus Bruchstein und ist entlang der Fassaden gekalkt. Die nordexponierte Frontseite ist fünf Achsen weit. Mittig befindet sich ein Torweg mit gedrücktem Rundbogen mit Schlussstein. Hölzerne Eingangstüren flankieren ihn. Diese wurden erst zu einem späteren Zeitpunkt an diesen Orten eingesetzt. Ursprünglich wurde das Haus durch Türen auf beiden Seiten des Bogeninneren betreten. Eine Plakette oberhalb einer Tür weist das Baujahr 1573 aus, stammt jedoch von einem anderen Gebäude. Oberhalb des Bogens ist ein Venezianisches Fenster eingelassen. Die Gebäuderückseite befindet sich nicht mehr im Ursprungszustand. Dort wurden im 19. beziehungsweise 20. Jahrhundert Flügel an- beziehungsweise umgebaut.

## Museum

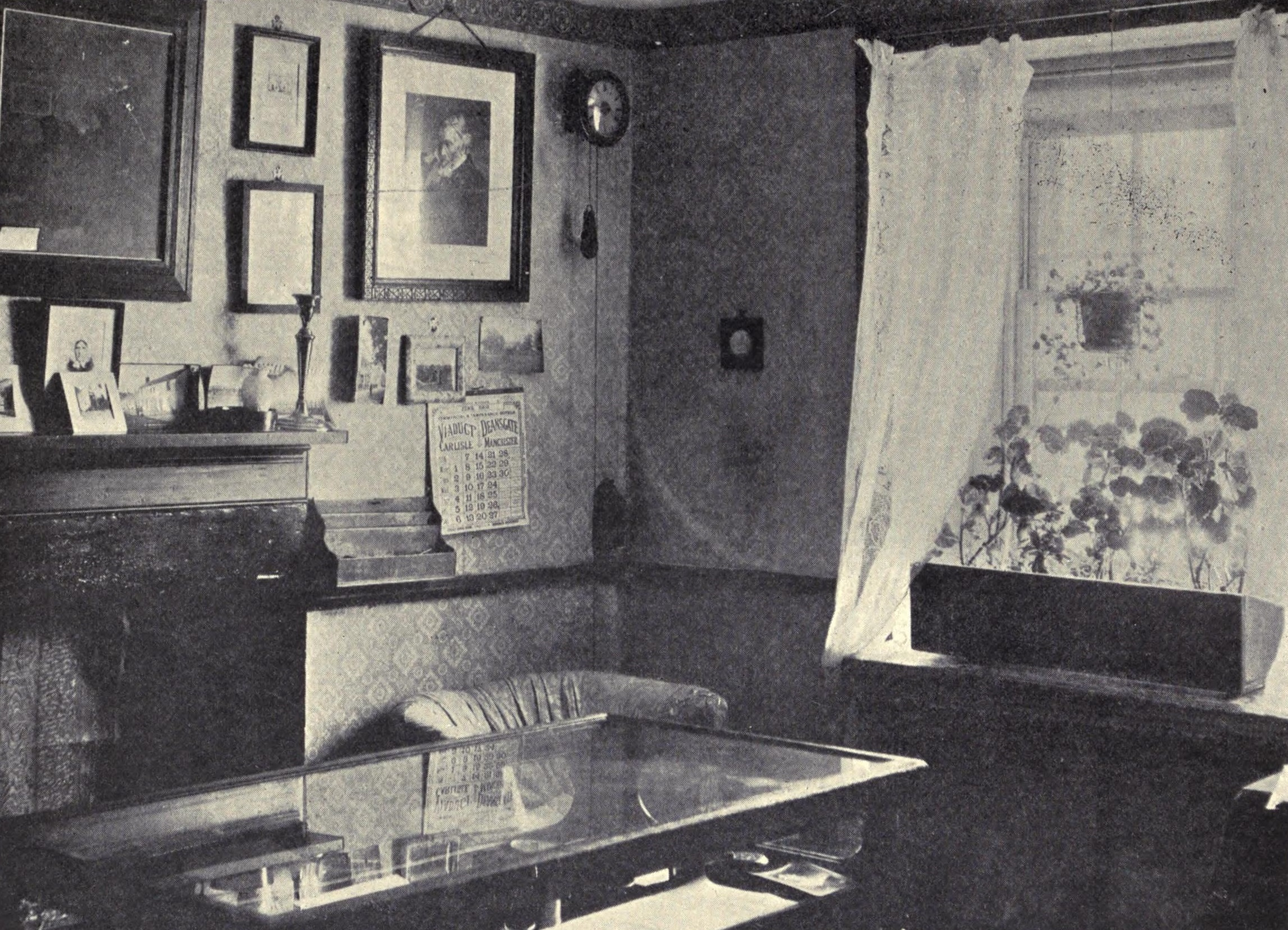
Großer Raum vor 1904

Im Westteil des Gebäudes, dem Geburtshaus Calyles, ist ein kleines Museum eingerichtet. Seit Eröffnung des Museums im Jahre 1881 ist das Interieur weitgehend unverändert geblieben. Eingerichtet ist es mit Mobiliar sowie privaten Stücken der Familie Carlyle. Neben der Befassung mit dem Historiker bietet es auch einen Einblick in einen typischen Haushalt der Viktorianischen Zeit. Das Gebäude befindet sich im Besitz des National Trust for Scotland, der auch das Museum betreibt. Mit dem Carlyle’s House in London, in dem Carlyle im späteren Leben wohnte, existiert ein zweites Museum, das sich mit dem Leben des Historikers befasst. 2024 betrug die Besucherzahl etwa 1.000 Personen.